# Ciro Fanelli
Ciro Fanelli (Lucera, 2 ottobre 1964) è un vescovo cattolico italiano, dal 4 agosto 2017 vescovo di Melfi-Rapolla-Venosa.

## Biografia
È nato a Lucera, sede vescovile in provincia di Foggia, il 2 ottobre 1964.

### Formazione e ministero sacerdotale
Dopo aver frequentato il corso istituzionale filosofico-teologico presso il Pontificio Seminario Interregionale Campano di Napoli, ha conseguito la licenza in teologia morale presso la Pontificia Università Gregoriana di Roma.
È stato ordinato presbitero il 15 settembre 1990 per la diocesi di Lucera-Troia dal vescovo Raffaele Castielli.
È stato segretario personale dei vescovi Raffaele Castielli e Francesco Zerrillo. Ha ricoperto l'incarico di direttore spirituale del Seminario vescovile ed è stato fino al 2017 assistente diocesano dell'Azione cattolica di Lucera-Troia, prima all'Azione cattolica dei ragazzi, poi al Settore adulti, e infine come assistente unitario.
Dal 2007 al 2010 è stato parroco di San Giacomo Maggiore a Lucera, mentre dal 2010 fino alla nomina episcopale è stato parroco della cattedrale di Lucera.
Per diversi anni è stato membro del consiglio di amministrazione dell'Ospedale Casa Sollievo della Sofferenza di San Giovanni Rotondo.
Nel 2008 l'allora vescovo Domenico Cornacchia lo ha nominato vicario generale della diocesi di Lucera-Troia, incarico nel quale è stato confermato, nel 2017, dal suo successore, Giuseppe Giuliano, e che ha mantenuto fino all'elezione a vescovo.
Il 22 febbraio 2016, dopo il trasferimento del vescovo Cornacchia nella diocesi di Molfetta-Ruvo-Giovinazzo-Terlizzi, è stato eletto amministratore diocesano di Lucera-Troia, incarico che ha ricoperto fino al 4 febbraio 2017, giorno dell'ingresso in diocesi del vescovo Giuliano.

### Ministero episcopale
Il 4 agosto 2017 papa Francesco lo ha eletto vescovo di Melfi-Rapolla-Venosa; succede a Gianfranco Todisco che, nell'aprile precedente, aveva rinunciato al governo pastorale della diocesi per continuare il suo ministero come missionario nell'arcidiocesi di Tegucigalpa, in Honduras.
Ha ricevuto l'ordinazione episcopale il 18 ottobre 2017 nella cattedrale di Lucera dal vescovo Giuseppe Giuliano, co-consacranti Salvatore Ligorio, arcivescovo metropolita di Potenza-Muro Lucano-Marsico Nuovo e Domenico Cornacchia, vescovo di Molfetta-Ruvo-Giovinazzo-Terlizzi; il successivo 4 novembre ha preso possesso della diocesi.
Il 1º ottobre 2023 ha iniziato la visita pastorale della diocesi che si concluderà il 5 ottobre 2025.

## Genealogia episcopale
La genealogia episcopale è:
- Cardinale Scipione Rebiba
- Cardinale Giulio Antonio Santori
- Cardinale Girolamo Bernerio, O.P.
- Arcivescovo Galeazzo Sanvitale
- Cardinale Ludovico Ludovisi
- Cardinale Luigi Caetani
- Cardinale Ulderico Carpegna
- Cardinale Paluzzo Paluzzi Altieri degli Albertoni
- Papa Benedetto XIII
- Papa Benedetto XIV
- Cardinale Enrico Enriquez
- Arcivescovo Manuel Quintano Bonifaz
- Cardinale Buenaventura Córdoba Espinosa de la Cerda
- Cardinale Giuseppe Maria Doria Pamphilj
- Papa Pio VIII
- Papa Pio IX
- Cardinale Alessandro Franchi
- Cardinale Giovanni Simeoni
- Cardinale Vincenzo Vannutelli
- Cardinale Giovanni Battista Nasalli Rocca di Corneliano
- Cardinale Marcello Mimmi
- Arcivescovo Giacomo Palombella
- Cardinale Michele Giordano
- Arcivescovo Beniamino Depalma, C.M.
- Vescovo Giuseppe Giuliano
- Vescovo Ciro Fanelli

## Araldica
| Stemma | Blasonatura |
| ------ | --- |
|        | Troncato d'azzurro, all'ombra di sole di sedici raggi d'oro, caricato delle lettere latine IHS di nero; d'argento, al libro aperto al naturale, caricato di una fiamma pure al naturale; bordato di rosso, alle 12 stelle (6) d'oro. Ornamenti esteriori da vescovo. Motto: Omnia propter Evangelium. |